# Parque nacional Nordvest-Spitsbergen
El parque nacional Nordvest-Spitsbergen (en noruego, Nordvest-Spitsbergen) se encuentra en el archipiélago noruego de Svalbard e incluye partes del noroeste de Spitsbergen (Tierra de Alberto I y Tierra de Haakon VII) e islas cercanas como Danskøya y Moffen. El parque se estableció por real decreto el 1 de junio de 1973 y contiene, entre otras cosas, manantiales de agua caliente y restos de volcanes en Bockfjorden. Tiene una extensión de tierra de 3683 km², y 6231 km² de zona marina, esto es, una superficie total de 9914 km². 
El parque nacional contiene también innumerables colonias de aves marinas, además del reno de Svalbard y el zorro ártico. Es también zona donde hibernan los osos polares, y se pueden encontrar aquí morsas. Hay restos de estaciones balleneras  y tumbas del siglo XVII. Además, hay restos de varias expediciones árticas, por ejemplo en Virgohamna, Danskøya, el punto de lanzamiento del intento fallido del ingeniero sueco S. A. Andrée de alcanzar el polo norte en 1897 en un globo de hidrógeno.

## Manantiales

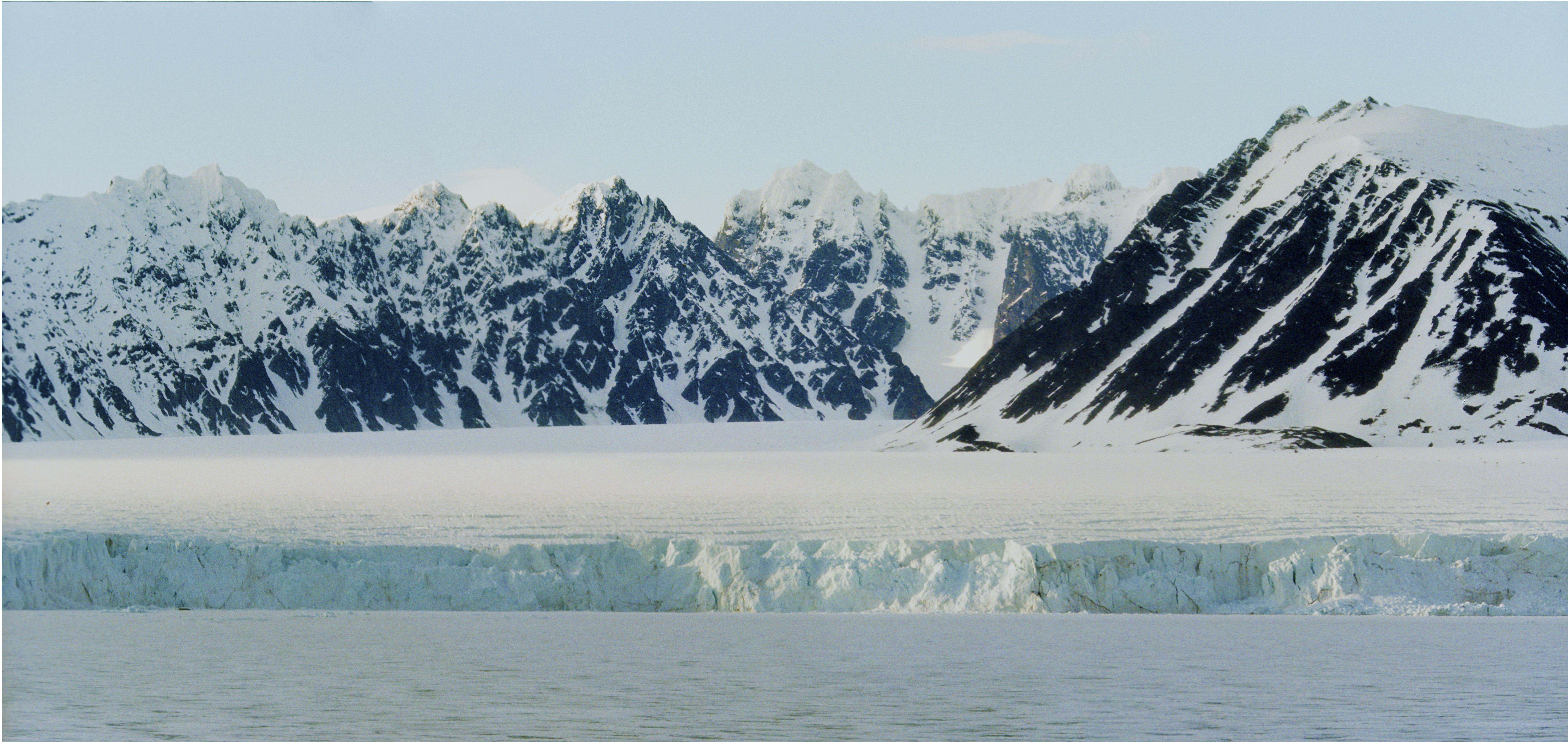
Svalbard, Lilliehookbreen.

Los manantiales de aguas termales de Troll y Jotun en el parque a lo largo del borde de Bockfjorden son los que se encuentran documentados más al norte de la tierra, casi a 80° de latitud norte. Estos manantiales fueron documentados por vez primera a finales del siglo XIX. Hoel y Haltedahl estudiaron estos dos manantiales con cierto detalle. Señalaron que el de Jotun alcanza una temperatura de 24,5 °C y el de Troll sube hasta 28,3 °C.